# Henry Ridgely Warfield
Henry Ridgely Warfield (* 14. September 1774 im Anne Arundel County, Province of Maryland; † 18. März 1839 in Frederick, Maryland) war ein US-amerikanischer Politiker. Zwischen 1819 und 1825 vertrat er den Bundesstaat Maryland im US-Repräsentantenhaus.

## Werdegang
Henry Warfield  besuchte vorbereitende Schulen und bekleidete danach verschiedene lokale Ämter. Politisch schloss er sich der Demokratisch-Republikanischen Partei an. Bei den Kongresswahlen des Jahres 1818 wurde er im dritten Wahlbezirk von Maryland in das US-Repräsentantenhaus in Washington, D.C. gewählt, wo er am 4. März 1819 die Nachfolge von George Peter antrat. Nach zwei Wiederwahlen konnte er bis zum 3. März 1825 drei Legislaturperioden im Kongress absolvieren. Diese waren von den Diskussionen zwischen Anhängern und Gegnern des späteren Präsidenten Andrew Jackson bestimmt.
Über Warfields Leben nach dem Ende seiner Zeit im US-Repräsentantenhaus ist nichts überliefert. Er starb am 18. März 1839 in Frederick.